# Нещастя (оповідання)
«Нещастя» (рос. Несчастье) — оповідання А. П. Чехова, вперше опубліковане у 1886 році.

## Історія публікації
Чехов написав оповідання «Нещастя» для санкт-петербурзької газети «Новое время» на початку 1886 року. 16 серпня того ж року оповідання було опубліковане у № 3758 згаданої газети за підписом Ан. Чехов. У 1887 році оповідання було включене у збірку «В сутінках» («В сумерках» (рос.)). При включенні оповідання у збірку, Чехов вніс деякі зміну у текст оповідання, наприклад, скоротив монолог героя, який переконував Софію Петрівну піддатися на його вмовляння і «згрішити раз у житті».
Фахівець з російської літератури Дональд Рейфілд називає 1886 рік «Annus mirabilis» — роком чудес для Чехова. Оповідання, написані письменником в цей період, піднімають питання чуттєвості, впливу жіночого кохання на поведінку оточуючих чоловіків.

## Сюжет
Софія Петрівна, 25-річна домогосподарка, проводить літо у невеликому містечку з чоловіком, нотаріусом Андрієм. Ільїн, адвокат і давній друг Софії, починає залицятися до неї. Софія просить Ільїна припинити залицяння і пропонує залишитися друзями. Ільїн наполягає. Софія розуміє, що закохалася, вічуває провину перед чоловіком та дочкою, і, щоб врятувати шлюб, просить Андрія відвезти її подалі. Вона розповідає Андрію про свої почуття, але той, не зважаючи навіть на зізнання дружини, відкидає її прохання і каже, що це все «фантазії». У той же вечір Софія йде до Ільїна.

## Критика та аналіз
Критики відзначають в цьому оповіданні вплив на Чехова творчості Льва Толстого, особливо це стосується роману Толстого «Анна Кареніна». Д. Рейфілд відзначає також вплив на Чехова творчості Гі де Мопассана, який часто використовував жіночий потяг як мотивацію поведінки персонажів. А письменник і критик Платон Краснов писав: «ніде і ніколи у п. Чехова жіноча честь не розглядається злегка, як якась дрібниця, усюди вона є важливим життєвим питанням, і злочин проти неї є нещастям і тягне за собою глибокі наслідки».
Одному з перших читачів оповідання — письменнику і журналісту В.В.Білібіну оповідання не сподобалося, про що свідчить його лист до Чехова:
|  | По суті оповідання "Нещ<астя>" зауважу, що чоловік карикатурний (дригає ніжками і читає мораль дружині, яка зізналася) <...> і взагалі герої "зовсім не збуджують" "симпатій", як Ви мене застерегли <...> Кажучи серйозно, такий односторонній напрямок не подобається. Але, можливо, тут - справжня "правда" і "останнє слово". До біса всю "поетичну сторону кохання"! |

 Проте, згодом В. Білібін, відповідаючи, ймовірно, на лист Чехова, який до нас не дійшов, пояснював: «… я зовсім не ганив оповідання „Нещастя“ по виконанню: воно виконане дуже добре»
З точки зору письменника Костянтина Арсеньєва, в оповіданні є невідповідність між формою і змістом:
|  | Коротке оповідання не має бути ні простим знімком із випадкового факту, ні екскурсією в сферу складних душевних рухів, які не піддаються, якщо можна так висловитися, посиленій конденсації. Еластичність сюжету має свої межі; є завдання, які неможливо виконати на просторі кількох сторінок, неможливо стиснути, далі відомої межі, навіть за допомогою наймогутнішого художнього преса. |

Літературний критик і публіцист Володимир Кігн охарактеризував Софію Петрівну як «тип сучасної інтелігентної жінки» і включив її в число чеховських персонажів, зображених «сміливо, правдиво і ново, — так, як ніхто з наших молодих письменників малювати або не міг, або не смів». На думку видавця Анатолія Александрова, в оповіданні вдалося «правдиво і в той же час людяно описати нещастя падіння вельми порядної молодої одруженої жінки»

## Подальша доля твору
Ще за життя Чехова оповідання було перекладенн данською, німецькою, сербськохорватською, словацькою і чеською мовами.
Джеймс Н. Лолін (James N. Loehlin) простежує вплив оповідання на добре відому пізнішу історію Чехова «Стрибуха» («Попрыгунья» (рос.)). Рейфілд пише, що розмова Софії з її потенційним коханцем є прототипом діалогу між Оленою та Ванею в п'єсі Чехова «Чайка».. «Нещастя», можливо вплинуло на модерністський роман Андрія Бєлого  «Петербург», в якому серед інших також є персонажка на ім'я Софія Петрівна — одружена жінка, яку також переслідують залицяльники.
У 1973 році Кен Лоуч адаптував «Нещастя» для телесеріалу «Full House» (канал BBC Two) за участю Бена Кінгслі.